# Яніславиці (Великопольське воєводство)
Яніславиці (пол. Janisławice) — село в Польщі, у гміні Сосне Островського повіту Великопольського воєводства.
Населення — 325 осіб (2011).

## Демографія
Демографічна структура станом на 31 березня 2011 року:
|          | Загалом | Допрацездатний вік | Працездатний вік | Постпрацездатний вік |
| -------- | ------- | ------------------ | ---------------- | -------------------- |
| Чоловіки | 158     | 33                 | 112              | 13                   |
| Жінки    | 167     | 34                 | 103              | 30                   |
| Разом    | 325     | 67                 | 215              | 43                   |